# The Call of Ktulu
"The Call of Ktulu" é uma música instrumental da banda americana de heavy metal Metallica, oitava e última faixa de seu álbum Ride the Lightning, de 1984.
O nome da música seria "When Hell Freezes Over". O nome da canção faz referência ao conto The Call of Cthulhu, do escritor norte-americano de ficção científica/terror H. P. Lovecraft. O baixista da banda, Cliff Burton, era um grande fã de Lovecraft. Outra música que usa Lovecraft e o mito de Cthulhu como inspiração é "The Thing That Should Not Be".
"The Call of Ktulu" é também a última canção da banda que Dave Mustaine escreveu, na qual este escreveu a guitarra clean da música que toca nos primeiros minutos. Após saber que o Metallica usou sua música, Mustaine usou a mesma série de acordes que escreveu, na música Hangar 18 no álbum Rust in Peace.[carece de fontes?]

## Membros
- James Hetfield - Guitarra base
- Lars Ulrich - Bateria
- Cliff Burton - Baixo
- Kirk Hammett - Guitarra solo

## Prêmios e Indicações
| Ano  | Trabalho            | Categoria                                                 | Notas/Observações             | Resultado |
| ---- | ------------------- | --------------------------------------------------------- | ----------------------------- | --------- |
| 2001 | "The Call of Ktulu" | Grammy Award para melhor performance de rock instrumental | Versão do álbum S&M, de 1999. | Venceu    |